# Šahovska olimpijada 1950.
9. Šahovska olimpijada održana je 1950. u Hrvatskoj, tada dijelom Jugoslavije. Grad domaćin bio je Dubrovnik.

## Poredak osvajača odličja
| Mj. | Država      | Bodova | Igrači |
| --- | ----------- | ------ | ------ |
| 1.  | Jugoslavija | 45,5   |        |
| 2.  | Argentina   | 43,5   |        |
| 3.  | SR Njemačka | 40,5   |        |

| Pobjednici              |
| ----------------------- |
| Jugoslavija Prvi naslov |